# Eugenio Rignano
Eugenio Rignano (né le 31 mai 1870 à Livourne et mort le 9 février 1930 à Milan) est un philosophe, psychologue et sociologue italien.

## Biographie
Né à Livourne (Livorno) en Toscane, Eugenio Rignano étudie ensuite à la faculté des sciences de l'Université de Pise, puis à l'École polytechnique de Turin, où il fut reçu ingénieur en 1893. Malgré sa formation scientifique, il se tournera par la suite du côté de la philosophie et des sciences humaines. Il enseignera en tant que Privatdozent en philosophie à l'Université de Pavie, mais sans obtenir de chaire professorale. Ce qui ne l'empêchera pas de contribuer néanmoins pleinement au développement du savoir de son temps, en manifestant un intérêt pour les travaux de synthèse. Il se fera connaître du public savant en faisant partie du comité ayant fondé, en 1907, la revue Scientia (Rivista di scienza), dont il deviendra le directeur en 1915.
Ses travaux dans le domaine de la philosophie touchent principalement à l'étude du raisonnement, ainsi qu'à l'analyse de la notion de téléologie (étude de la finalité, spécialement telle qu'elle apparaît en biologie). Rignano contribuera également à la psychologie, en s'intéressant notamment aux émotions, aux rêves et au sommeil, ainsi qu'à la nature des processus vitaux. Par ailleurs, il est également connu pour différents travaux dans le domaine des sciences économiques et sociales: il s'est intéressé en particulier aux impôts de succession, ainsi qu'à la définition du socialisme.

## Œuvres

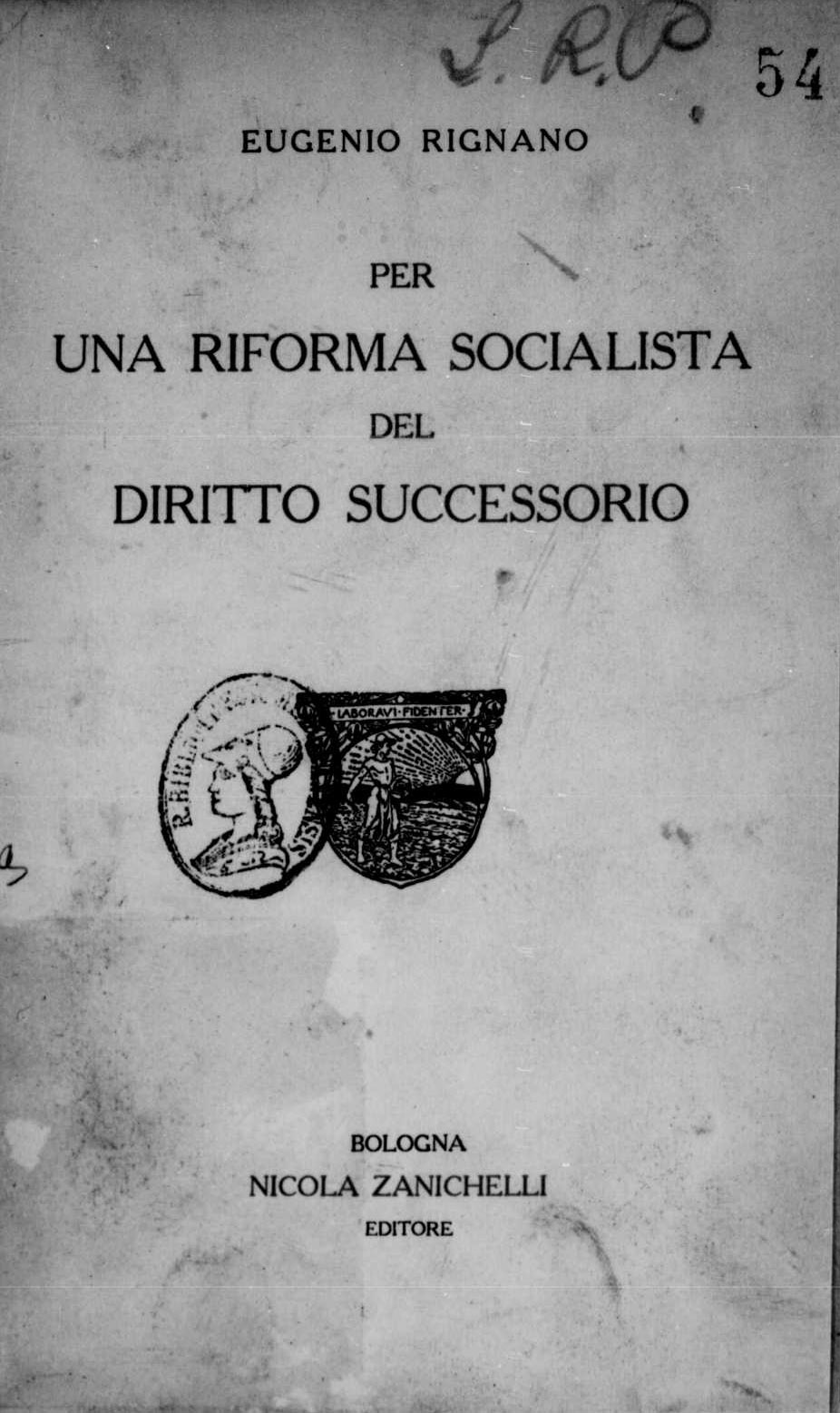
Per una riforma socialista del diritto successorio, 1920

- Di un socialismo in accordo colla dottrina economica liberale, Torino: Fratelli Bocca, 1901, trad. française « Un socialisme en harmonie avec la doctrine économique libérale », Paris: V. Giard & E. Brière, 1904.
- « Sur la transmissibilité des caractères acquis : hypothèse d'une centro-épigénèse », Paris: F. Alcan, 1906.
- La valeur synthétique du transformisme, Paris: Editions de la Revue du Mois, 1907.
- L'adattamento funzionale e la teleologia psico-fisica del Pauly, Bologna: Zanichelli, 1907.
- Che cos'è la coscienza? Bologna: Zanichelli, 1907.
- Le matérialisme historique, Bologna: Zanichelli, 1908.
- Nota critica: le psychisme des organismes inférieurs: (à propos de la théorie de Jennings), Bologna: Zanichelli, 1908.
- La mémoire biologique en énergétique, Bologna: Zanichelli, 1909.
- Il fenomeno religioso, Bologna: Zanichelli, 1910.
- Il socialismo, Bologna: Zanichelli, 1910.
- Per accrescere diffusione ed efficacia alle università popolari, Milano: La compositrice, 1911.
- La vera funzione delle università popolari, Roma: Nuova Antologia, 1911.
- Dell'attenzione : 1. parte: contrasto affettivo e unità di coscienza, Bologna: Zanichelli, 1911.
- Dell'attenzione: [parte 2. : vividità e connessione], Bologna: Zanichelli, 1912.
- Dell'origine e natura mnemonica delle tendenze affettive, Bologna: Zanichelli, 1911.
- Le rôle des théoriciens dans les sciences biologiques et sociologiques, Bologna: Zanichelli, 1912.
- L'evoluzione del ragionamento, Bologna: Zanichelli, 1913.
- Il nuovo programma dell'Un. pop. milanese: primo anno d'esperimento Como: Premiata Tipografia Cooperativa comense, Aristide Bari, 1913.
- Le forme superiori del ragionamento, Bologna: Zanichelli, 1915.
- « Psychologie du raisonnement », Paris, Alcan, 1920.
- (it) Per una riforma socialista del diritto successorio, Bologna, Zanichelli, 1920 (lire en ligne)
- La mémoire biologique : essais d'une conception philosophique nouvelle de la vie, Paris, Flammarion, Bibliothèque de philosophie scientifique, 1923.